# Acid4
Acid4 — планований тест браузерів на відповідність сучасним вебстандартам, який буде розроблений Йеном Хіксон (Ian Hickson). Йен Хіксон заявив, що розробка нового тесту почнеться тільки тоді, коли три з чотирьох провідних браузерних рушіїв (Trident, Gecko, WebKit і Presto) проходитимуть тест Acid3, а закінчиться, коли у всіх чотирьох рушіях будуть виправлені помилки і вони будуть набирати 100/100 балів.
Станом на жовтень 2011 року існують фінальні збірки браузерів на рушії Gecko, WebKit і Presto, що проходять Acid повністю. Імовірно, акцент буде зроблений на SVG, CSS3, а також на змішаний простір імен.